# Intoxication paralysante par les mollusques
 Mise en garde médicale
L'intoxication paralysante par les mollusques est une forme d'intoxication alimentaire due à l'ingestion d'une toxine de la famille des saxitoxines. Cette toxine, si elle est présente dans l'eau, peut ensuite se retrouver dans certains coquillages, moules, huîtres, palourdes, pétoncles ou myes, mais également des gastéropodes comme les haliotis ou des crustacés comme les crabes ou les homards.
Les symptômes, picotements, engourdissement, paralysie, nausées et vomissements, se manifestent généralement entre une demi-heure et trois heures après l’ingestion des aliments contaminés, mais l'affection peut être mortelle.

## Caractérisation
L'intoxication paralysante par des mollusques est connue depuis la haute Antiquité. Mais le premier diagnostic scientifique d'une telle affection est réalisé en 1689 et décrit dans la revue française Ephemeredes des Curieux de la Nature. Le cas d'une jeune femme ayant ingéré des moules y est décrit ; cette dernière a notamment souffert de fièvres, douleurs à la poitrine, insuffisance respiratoire, nausées, crise d'épilepsie et tachycardie. Les vomissements, dans son cas, ont permis sa survie.
La dose potentiellement mortelle pour l'Homme est estimée entre 0,5 et 1 milligramme. La saxitoxine agit en bloquant le canal sodium des nerfs et des muscles, ainsi que la conduction du nœud atrioventriculaire. La toxine n'est pas affectée par la cuisson ni par les procédés agroalimentaires de préparation ou de conservation des aliments.

## Traitements
Aucun antidote à la sanitoxine n'existe. L'assistance respiratoire est primordiale, ainsi que la mise en œuvre très rapide d'un suivi médical ; si la prise en charge est suffisamment rapide et complète, même des patients atteints de forme très sévères peuvent être guéris. Contrairement à ce qui a été observé au XVIIe siècle, le vomissement n'est pas un traitement recommandé.
D'autres traitements ont été envisagés, comme une alcalinisation du patient pour réduire l'acidité et donc le potentiel de nuisance de la toxine, mais aucun test clinique ne vient corroborer l'efficacité de cette pratique. L'atropine est à éviter absolument car elle pourrait, du fait de son effet antimuscarinique, aggraver l'effet toxique. En revanche, le charbon actif se lie facilement avec la toxine ; une dose orale prise suffisamment tôt réduit la toxicité du produit.